# Antonio Travi

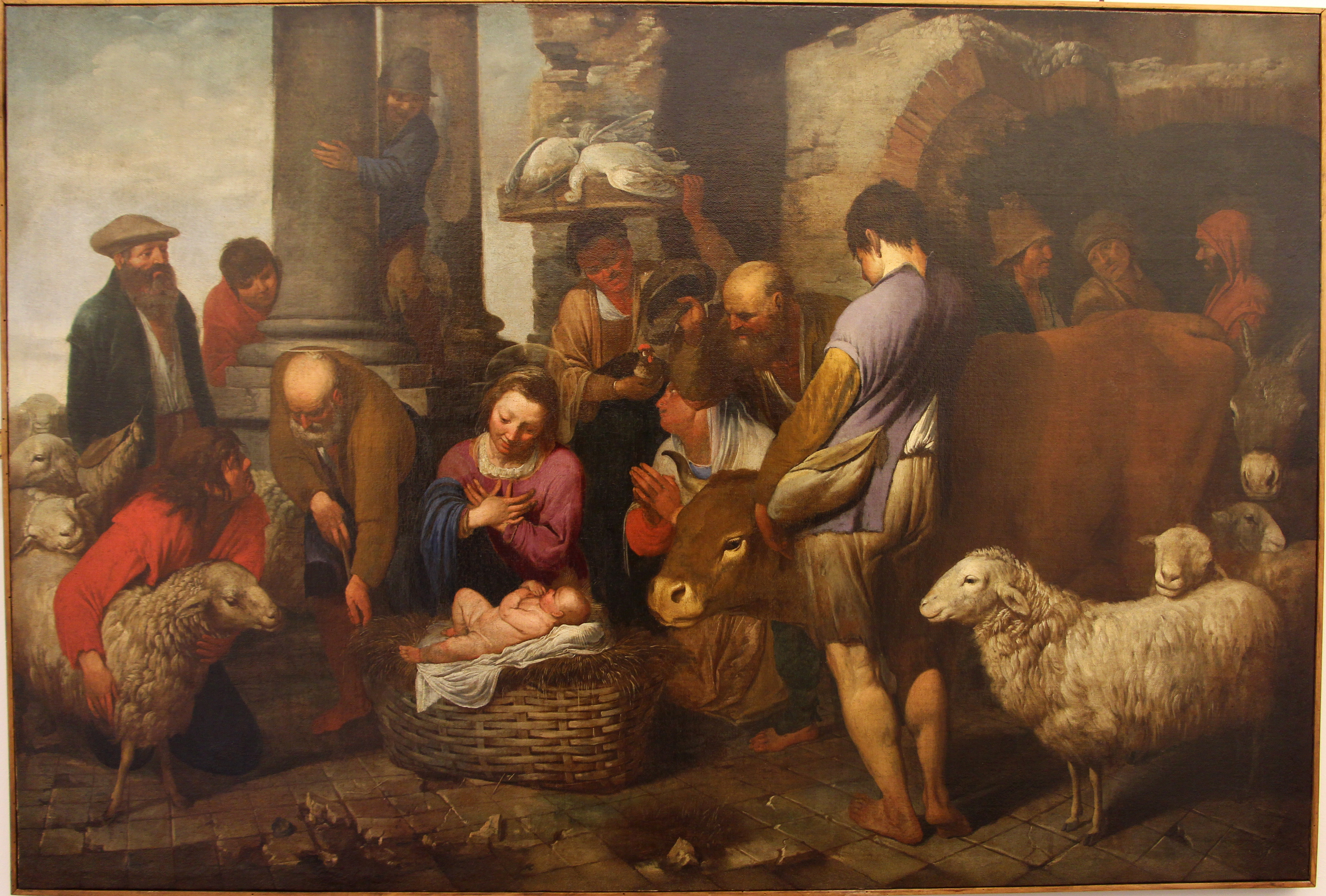
Adorazione dei pastori, Genova

Antonio Travi (Sestri Ponente, 1608 – Genova, 10 febbraio 1665) è stato un pittore italiano.

## Biografia
Nacque a Sestri Ponente presso Genova nel 1608, da famiglia povera e non in grado di mantenerlo agli studi. Riuscì nonostante l'indigenza a svolgere l'apprendistato presso il pittore Bernardo Strozzi.
Dipinse il Matrimonio Mistico di Santa Caterina per la chiesa di Santa Caterina di Sestri Ponente, che rimase la sua unica pala d'altare, peraltro di modesto livello.
La svolta che gli conferì una certa grandezza fu la scelta del genere paesaggistico.
Prima del 1630 Gottfried Wals di Colonia era stato ospitato dallo Strozzi e, dall'esempio che aveva ricevuto da questo contatto, Travi scoprì la sua vera vocazione, divenendo pittore paesaggista.
La sua vita non ha eventi eccezionali, e si svolge appartata. Nel 1658 Travi sposa in seconde nozze, celebrate nella parrocchiale di Sestri Ponente, Antonietta Briani. Nel 1665 il pittore muore.
Il genere che lo fa importante lo aveva quindi appreso da un fiammingo. I pittori nordici italianizzati calavano in Italia per andare a Roma o Napoli, ed erano spesso di passaggio per Genova, oppure sempre sulla via erano accolti presso Cosimo II de' Medici a Firenze.
Portavano avanti il loro tipo di paesaggio fatto di elementi colti dal vero, che non è più il vero lenticolare degli antichi fiamminghi di uno o due secoli prima, con sfoggio di particolari preziosi, ma un vero casuale e fotogrammatico diffuso al seguito del caravaggismo.

### I pittori "Saturnini"
Iniziatori italiani di questa cultura sono Agostino Tassi, presente in Genova tra il 1609-1610, e Filippo Napoletano. Tassi esegue a Genova i “delitiosi” paesaggi nel Casino di ricreazione di Orazio Di Negro a Fassolo. Filippo Napoletano è in concorrenza col più frivolo Tassi, e la sua fama fu poi oscurata forse perché pittore "del dissenso". Questo è il termine con cui Salerno raggruppa un certo numero di pittori, e corrisponde al termine dei "Nati sotto Saturno" coniato da Rudolf Wittkower. Il critico Luigi Salerno li considera pittori "del dissenso", come coloro che riproducono un tipo di paesaggio alternativo a quello classico di Carracci e seguaci, e include tra questi Filippo Napoletano, Jacques Callot, Monsù Desiderio, Salvator Rosa, il Grechetto. Loro comune atteggiamento filosofico è lo stoicismo, e quindi il critico pone il dito sui tabù della cultura ufficiale, in primis sulla scienza che non poteva che essere nella forma di magia e negromanzia. Da qui il rapporto fra arte e scienza e il loro antidogmatismo.
Filippo Napoletano è cultore anche della scienza e forse è il primo che dipinge le vedute di Tivoli studiandone dal vero.

### Il Travi e gli altri pittori "nati sotto il segno di Saturno"
Se il Grechetto nel 1632-34 è a Roma, nel 1635 a Napoli, nel 1647-50 di nuovo a Roma e circa a metà secolo a Firenze, pare invece che il Travi non si spostasse mai dalla Liguria; tuttavia può essere inteso come un pittore che, seppur locale, ha per riferimento questi pittori “saturnini”.
Travi con lo Strozzi mantiene legami linguistici e lo stesso fece con G. A. De Ferrari, pur riponendo il tutto nel suo genere paesaggistico. Soprani del Travi ricorda il suo volersi introdurre in discorsi impegnati finendo sempre con l'essere snobbato dai contemporanei.

### Opere di Antonio Travi
Di Antonio Travi e collaboratori: Paesaggio con figure, 0,93x1,62 cm; si trova al Museo Luxoro. Restaurato a fine 1974 e inizio 1975 da Benito Podio e Alessandro Arrigoni. Su di esso vennero aggiunte alla fine del secolo o nel secolo successivo le figure a destra e l'angelo in volo, insolite per un pittore come il Travi e troppo contrastanti con i suoi impasti cromatici. Il Travi dipinse questo paesaggio attorno alla metà del Seicento. Forse era un paesaggio "senza storia". Se escludiamo le troppo urtanti figure il paesaggio originario ha un andamento diagonale in una sola direzione, secondo l'impostazione rinnovata da Filippo Napoletano, che consente una visione mutevole della realtà, anche per la mobilità della luce. Dalle macchine luminose del primo piano la luce, sempre più tersa, si distende intensa ma lieve sulla lingua di terra in fondo alla quale è un paese sulla costa. Il paese è forse un ricordo di Sestri Levante dove stando al Soprani (1674) il Travi fu a dipingere nella villa di Pietro M. Gentile e Nicolò d'Amico. Il casolare e il ponte in primo piano sono un ricordo di Filippo Napoletano che compare anche in Scorza e poi in Magnasco ne "L'antico Mulino".
Nel Travi è più materia pittorica e caldi impasti, a differenza del nitore trasparente di Filippo Napoletano. Nel testo un confronto tra un mulino di Filippo Napoletano e il paesaggio del Travi.

## Opere
- L'adorazione dei pastori, Genova, Palazzo Bianco[1]
- Paesaggio con pescatori e rovine, Genova, Palazzo Bianco[1]
- Rebecca al pozzo, Genova, Palazzo Bianco[1]